# Edmund Leser (Abt)
Edmund Leser (* 1729 in Irresheim; † 26. April 1786 Koblenz-Metternich) war ein deutscher Priester. Er war der 44. Abt der Abtei Marienstatt.

## Leben und Wirken
Im Jahr 1751 legte Leser in der Abtei Marienstatt die Profess ab und wurde drei Jahre später zum Priester geweiht. Ab dem  2. September 1756 war Leser bis ins Jahr 1768 Hilfsseelsorger, 1761 übernahm er bis 1770 zudem das klösterliche Amt des Verwalters (Cellerar). „Am 14. Juli 1770 wurde er in Anwesenheit des Vaterabtes von Heisterbach zum Koadjutor des resignierten Abtes Bernhard Colonia gewählt, wogegen die saynische Regierung sofort protestierte“. Am 20. August 1770, also vier Tage nach dem Tod des Abtes Colonia, wurde er zum 44. Abt von Marienstatt gewählt. Die Benediktion erhielt er am 11. November 1770 in Köln durch Weihbischof Graf Königseck-Rotenfels. 
Unter Abt Edmund gliederte die Marienstatter Abtei 1776 das Zisterzienserpriorat Bottenbroich bei Kerpen in (Inkorporation). Die Marienstatter besaßen schon ein Patronat über die Pfarrkirche Kierdorf (Erftstadt), bekamen nun durch die Inkorporation aber nennenswerte Wirtschaftshöfe hinzu. Gleichzeitig bedeutete die Eingliederung für Abt Edmund und den Konvent große Mühen, denn das Priorat war wirtschaftlich verarmt und musste finanziell neu aufgestellt werden. Deswegen wandelte man das Priorat in eine Propstei. Pater Ambrosius Hovius übernahm die wirtschaftliche Verantwortung. (Die Klosteranlage (außer der Kirche) wurde 1783 abgebrochen.)
Abt Edmund Leser übernahm in der Folge eine weitere Aufgabe: 

„1782 ernannte Kaiser Josef II. Edmund Leser, den Kurfürsten Max Friedrich von Köln und Abt Eugenius Reinartz von Kamp (Altenkamp) zu kaiserlichen Kommissären für die Reichsabtei Burtscheid, einem ehemals der Abtei Heisterbach unterstellten Frauenkonvent. Während der Kurfürst für die weltlichen Dinge zuständig war, kümmerten sich Abt Edmund und Abt Eugen um die geistlichen Belange. Die Visitation der drei Kommissare fand vom 17. Juli bis zum 5. August 1782 statt und empfahl die Einsetzung einer Koadjutorin, die ihr Amt aber erst nach der kaiserlichen Bestätigung am 2. Januar 1786 und damit nach Lesers Resignation antrat.“

Abt Edmund legte am 6. September 1784 sein Amt nieder, da er schwer erkrankt war. Er ging in den Klosterhof Rhein-Metterich (Metternich) und starb  am 26. April 1786.